# Morti il 6 agosto
| Questa pagina contiene informazioni ricavate automaticamente dalle voci biografiche con l'ausilio del template Bio e di un bot. L'aggiornamento è periodico e automatico e ricostruisce completamente la pagina. Se manca una persona in questa lista, sei pregato di non aggiungerla, ma accertati piuttosto che la sua voce biografica contenga il template Bio e che i dati anagrafici siano correttamente compilati. Se il template Bio manca, inseriscilo tu stesso o, in alternativa, metti l'avviso {{tmp\|Bio}} che ne segnala la mancanza. Se i dati riportati sono sbagliati, correggi direttamente la voce biografica; le modifiche saranno visibili in questa lista entro pochi giorni. Per chiarimenti vedi il progetto biografie. La lista contiene solo le 500 persone che sono citate nell'enciclopedia e per le quali è stato implementato correttamente il template Bio. Pagina aggiornata al 13 ago 2025. |

## III secolo(2)
- 258 - Innocenzo, romano
- 258 - Papa Sisto II, papa, vescovo e santo romano

## VI secolo(1)
- 523 - Papa Ormisda, papa italiano (n. 450)

## X secolo(1)
- 962 - Guglielmo III d'Angoulême, conte

## XI secolo(2)
- 1012 - Ōe no Masahira, poeta giapponese (n. 952)
- 1028 - Riccardo III di Normandia, duca

## XII secolo(4)
- 1117 - Pietro Grossolano, arcivescovo cattolico italiano
- 1118 - Al-Mustazhir, califfo (n. 1078)
- 1162 - Raimondo Berengario IV di Barcellona, conte (n. 1113)
- 1195 - Enrico il Leone, duca tedesco (n. 1129)

## XIII secolo(2)
- 1221 - Domenico di Guzmán, presbitero spagnolo (n. 1170)
- 1272 - Stefano V d'Ungheria, re (n. 1239)

## XIV secolo(4)
- 1328 - Galeazzo I Visconti, nobile italiano (n. 1277)
- 1332 - Guglielmo XII d'Alvernia, conte
- 1384 - Francesco I Gattilusio, nobile italiano
- 1384 - Irene Paleologa, nobile bizantina

## XV secolo(7)
- 1412 - Margherita di Durazzo, sovrana italiana (n. 1347)
- 1414 - Ladislao I di Napoli, re (n. 1377)
- 1437 - Francesco Aregazzi, vescovo cattolico italiano (n. 1375)
- 1458 - Papa Callisto III, papa, vescovo cattolico e cardinale spagnolo (n. 1378)
- 1464 - Andrea Bondumier, patriarca cattolico italiano
- 1482 - Giovanni II di Brosse, nobile francese
- 1499 - Jean Bilhères de Lagraulas, abate, vescovo cattolico e cardinale francese

## XVI secolo(10)
- 1520 - Cunegonda d'Austria, nobile (n. 1465)
- 1530 - Jacopo Sannazaro, poeta e umanista italiano (n. 1457)
- 1537 - Rodrigo Luis de Borja y de Castro-Pinós, cardinale spagnolo (n. 1524)
- 1552 - Claude Jay, gesuita francese
- 1552 - Matteo da Bascio, religioso italiano (n. 1495)
- 1553 - Girolamo Fracastoro, medico, filosofo e astronomo italiano
- 1559 - Taddea Malaspina, nobildonna italiana (n. 1505)
- 1585 - Ermak Timofeevič, militare russo
- 1588 - Giosia I di Waldeck, nobile tedesco (n. 1554)
- 1593 - Aurelio Luini, pittore italiano (n. 1530)

## XVII secolo(10)
- 1611 - Ludovico Buti, pittore italiano
- 1623 - Anne Hathaway, inglese (n. 1555)
- 1637 - Ben Jonson, drammaturgo, attore teatrale e poeta britannico (n. 1572)
- 1655 - Livia Vernazza, italiana (n. 1590)
- 1660 - Diego Velázquez, pittore spagnolo (n. 1599)
- 1661 - Angélique Arnauld, religiosa francese (n. 1591)
- 1661 - Flaminio Torri, pittore italiano (n. 1620)
- 1689 - Sofia Dorotea di Schleswig-Holstein-Sonderburg-Glücksburg, nobile tedesca (n. 1636)
- 1695 - François de Harlay de Champvallon, arcivescovo cattolico francese (n. 1625)
- 1699 - Alberto di Sassonia-Coburgo, nobile (n. 1648)

## XVIII secolo(13)
- 1705 - Giovanni Ferdinando di Auersperg, nobile austriaco (n. 1655)
- 1739 - Michel Blondy, ballerino e coreografo francese (n. 1675)
- 1746 - Cristiano VI di Danimarca, re (n. 1699)
- 1754 - Martino Ignazio Caracciolo, arcivescovo cattolico, diplomatico e politico italiano (n. 1713)
- 1754 - Jacob Gabriel Wolff, giurista tedesco (n. 1684)
- 1755 - Augusto Luigi di Anhalt-Köthen, principe (n. 1697)
- 1770 - Clemente Francesco di Baviera, principe tedesco (n. 1722)
- 1772 - Pierre Vigné de Vigny, architetto francese (n. 1690)
- 1782 - Nicolas Chédeville, oboista e compositore francese (n. 1705)
- 1794 - Henry Bathurst, II conte Bathurst, avvocato e politico inglese (n. 1714)
- 1796 - Cirillo VII Siage, vescovo cattolico e patriarca cattolico ottomano
- 1799 - Marcus Elieser Bloch, ittiologo tedesco (n. 1723)
- 1799 - Franz Georg von Keeß, giurista austriaco (n. 1747)

## XIX secolo(50)
- 1803 - Mir Nizam Ali Khan Siddiqi Asaf Jah II, principe indiano (n. 1734)
- 1806 - Gaetano Bonanno, vescovo cattolico italiano (n. 1728)
- 1812 - Jean-Pierre Solié, compositore e baritono francese (n. 1755)
- 1815 - Giuseppe Gherardeschi, organista e compositore italiano (n. 1759)
- 1816 - Antonio Cagnoli, astronomo, matematico e diplomatico italiano (n. 1743)
- 1816 - Karl Friberth, tenore e librettista austriaco (n. 1736)
- 1820 - Federica Carlotta Ulrica di Prussia, principessa tedesca (n. 1767)
- 1820 - Antonín Vranický, compositore austriaco (n. 1761)
- 1821 - Antonio Bartolomeo Bruni, compositore, violinista e direttore d'orchestra italiano (n. 1757)
- 1824 - Johann Peter von Langer, pittore tedesco (n. 1756)
- 1828 - Konstantin von Benckendorff, generale e diplomatico russo (n. 1785)
- 1831 - Columbano Giovanni Battista Carlo Gaspare Chiaverotti, arcivescovo cattolico italiano (n. 1754)
- 1846 - Ludwig Bledow, scacchista tedesco (n. 1795)
- 1846 - Marie Charles Theodor De Damoiseau, astronomo francese (n. 1768)
- 1848 - Clementina Gandolfi, pittrice italiana (n. 1795)
- 1850 - Windham Quin, II conte di Dunraven e Mount-Earl, nobile irlandese (n. 1782)
- 1852 - Pietro Borsieri, scrittore e patriota italiano (n. 1788)
- 1853 - Amédée Despans-Cubières, generale francese (n. 1786)
- 1855 - Lorenzo Rota, botanico, medico e naturalista italiano (n. 1818)
- 1860 - Aristide Timoteo Somis di Chavrie, politico italiano (n. 1801)
- 1866 - Christian Eric Fahlcrantz, scrittore svedese (n. 1790)
- 1866 - Louis von Mutius, generale prussiano (n. 1796)
- 1866 - George Pratt, II marchese di Camden, nobile e politico inglese (n. 1799)
- 1868 - Pëtr Vladimirovič Dolgorukov, storico, genealogista e giornalista russo (n. 1816)
- 1870 - Eugène Lepoittevin, pittore e incisore francese (n. 1806)
- 1872 - Rosmunda Pisaroni, contralto italiano (n. 1793)
- 1872 - Ludovico Stanzani, architetto e numismatico italiano (n. 1784)
- 1873 - Odilon Barrot, politico francese (n. 1791)
- 1875 - Gabriel García Moreno, politico ecuadoriano (n. 1821)
- 1876 - Giuseppe Vacca, giurista, magistrato e politico italiano (n. 1810)
- 1879 - Johann von Lamont, astronomo scozzese (n. 1805)
- 1881 - James Springer White, religioso statunitense (n. 1821)
- 1883 - August Riedel, pittore tedesco (n. 1799)
- 1884 - Antonio García Gutiérrez, drammaturgo spagnolo (n. 1813)
- 1884 - Leopardo Martinengo, politico e patriota italiano (n. 1805)
- 1885 - Antoine Armand Arnaud, politico e giornalista francese (n. 1831)
- 1885 - Emil Zsigmondy, alpinista austriaco (n. 1861)
- 1886 - Jean-François Abeloos, scultore belga (n. 1819)
- 1886 - Nicola Jelardi, patriota e politico italiano (n. 1805)
- 1886 - Wilhelm Scherer, filologo e storico della letteratura austriaco (n. 1841)
- 1889 - Giuseppe Capponi, tenore italiano (n. 1832)
- 1889 - Guglielmo Massaia, cardinale e arcivescovo cattolico italiano (n. 1809)
- 1889 - Josef Philippovich von Philippsberg, generale austriaco (n. 1818)
- 1890 - William Kemmler, criminale statunitense (n. 1860)
- 1892 - Adrien Decourcelle, commediografo e drammaturgo francese (n. 1821)
- 1892 - Paolo Mossa, poeta italiano (n. 1821)
- 1893 - Jean-Jacques Challet-Venel, politico svizzero (n. 1811)
- 1894 - Austin Blair, politico statunitense (n. 1818)
- 1894 - Auguste Cain, scultore francese (n. 1822)
- 1900 - József Szlávy, politico ungherese (n. 1818)

## XX secolo(263)
- 1901 - Carolina Pochini, ballerina italiana (n. 1835)
- 1903 - Augusto Donati, avvocato italiano (n. 1851)
- 1904 - Eduard Hanslick, critico musicale e musicologo austriaco (n. 1825)
- 1904 - Maria Francesca di Gesù, religiosa e missionaria italiana (n. 1844)
- 1905 - Anton Ažbe, pittore sloveno (n. 1862)
- 1906 - Matilde di Baviera, principessa (n. 1877)
- 1908 - William Bemrose, artista e scrittore britannico (n. 1831)
- 1908 - Léon Bazile Perrault, pittore francese (n. 1832)
- 1908 - Antonio Starabba, marchese di Rudinì, nobile, politico e prefetto italiano (n. 1839)
- 1909 - Adalbert Merx, teologo e orientalista tedesco (n. 1838)
- 1909 - Franz Schrüfer, compositore di scacchi tedesco (n. 1823)
- 1910 - Eugène Trutat, fotografo, alpinista e naturalista francese (n. 1840)
- 1911 - Florentino Ameghino, naturalista, zoologo e paleontologo argentino (n. 1853)
- 1911 - Anselmo Bassani, matematico italiano (n. 1856)
- 1912 - Ernst Becker, astronomo tedesco (n. 1843)
- 1912 - Joseph Delattre, pittore francese (n. 1858)
- 1912 - Julio Herrera y Obes, politico uruguaiano (n. 1841)
- 1913 - Reginald Lee, marinaio britannico (n. 1870)
- 1914 - Ellen Louise Wilson, first lady statunitense (n. 1860)
- 1915 - Guido Goldschmiedt, chimico austriaco (n. 1850)
- 1915 - Vladimir Karpovič Kotlinskij, militare russo (n. 1894)
- 1915 - Benjamin Franklin Tracy, politico statunitense (n. 1830)
- 1915 - Albino Zenatti, filologo italiano (n. 1859)
- 1916 - Giovanni Bonomi, militare italiano (n. 1866)
- 1916 - Franz Eckert, compositore tedesco (n. 1852)
- 1916 - Antonio Telesca, militare italiano (n. 1894)
- 1916 - Enrico Toti, patriota, marinaio e inventore italiano (n. 1882)
- 1916 - Antonio D'Alì, politico italiano (n. 1860)
- 1920 - Guido Beltrami, calciatore italiano (n. 1865)
- 1920 - Remus von Woyrsch, feldmaresciallo prussiano (n. 1847)
- 1921 - Alfonso Cassini, attore italiano (n. 1858)
- 1921 - Fouad Jumblatt, politico libanese
- 1921 - Fernando Primo de Rivera y Orbaneja, ufficiale e militare spagnolo (n. 1879)
- 1923 - Luigi Rossi, pittore e illustratore svizzero (n. 1853)
- 1924 - Gaetano Capone, pittore italiano (n. 1845)
- 1925 - Gregorio Ricci Curbastro, matematico italiano (n. 1853)
- 1925 - Romolo Tittoni, avvocato, dirigente d'azienda e politico italiano (n. 1849)
- 1926 - Paolina Schiff, attivista italiana (n. 1841)
- 1926 - Bernardo Pizzorno, vescovo cattolico italiano (n. 1861)
- 1927 - Antonino Pisano, religioso italiano (n. 1907)
- 1928 - Corinne Barker, attrice statunitense (n. 1890)
- 1928 - Isidoro Wiel, militare e marinaio italiano (n. 1897)
- 1929 - Florentin Bonnet, aviatore francese (n. 1894)
- 1929 - William Vincent Fitzgerald, botanico australiano (n. 1867)
- 1929 - Felix August Helfgott Genzmer, architetto tedesco (n. 1856)
- 1929 - Emil Hilb, matematico tedesco (n. 1882)
- 1929 - Mary MacLane, scrittrice statunitense (n. 1881)
- 1929 - Jean-Baptiste Mimiague, schermidore francese (n. 1871)
- 1930 - Joseph Achille Le Bel, chimico francese (n. 1847)
- 1931 - Bix Beiderbecke, trombettista e compositore statunitense (n. 1903)
- 1932 - Richard Reginald Goulden, scultore britannico (n. 1876)
- 1932 - Elio Modigliani, antropologo, esploratore e zoologo italiano (n. 1860)
- 1933 - Gotthelf Bergsträsser, linguista e orientalista tedesco (n. 1886)
- 1933 - Cosimo Caruso, generale italiano (n. 1863)
- 1934 - Hermann Glauert, ingegnere britannico (n. 1892)
- 1935 - Monroe Salisbury, attore statunitense (n. 1876)
- 1935 - George Vâlsan, geografo rumeno (n. 1885)
- 1936 - Ramón Acín, pittore, scrittore e anarchico spagnolo (n. 1888)
- 1936 - Ugo Fassio, militare e aviatore italiano (n. 1912)
- 1936 - Josep Sunyol, politico e dirigente sportivo spagnolo (n. 1898)
- 1938 - John G. Blystone, regista statunitense (n. 1892)
- 1938 - Baldassarre Castiglioni, avvocato e politico italiano (n. 1851)
- 1938 - Warner Oland, attore svedese (n. 1879)
- 1939 - Gaetano Scorza, matematico e politico italiano (n. 1876)
- 1941 - Jacob Berner, calciatore norvegese (n. 1900)
- 1941 - Nello Brambilla, aviatore e ufficiale italiano (n. 1906)
- 1941 - Henry Cursham, calciatore inglese (n. 1859)
- 1941 - Leonid Leonidov, attore e regista russo (n. 1873)
- 1941 - Giuseppe Li Bassi, militare italiano (n. 1908)
- 1941 - Jules Valton, velista francese (n. 1867)
- 1942 - Alfonso Castaldi, compositore e direttore d'orchestra rumeno (n. 1874)
- 1942 - Janusz Korczak, pedagogista, scrittore e medico polacco (n. 1878)
- 1942 - Stefania Wilczyńska, pedagoga e insegnante polacca (n. 1886)
- 1943 - Domenico Piacentino, imprenditore e politico italiano (n. 1893)
- 1944 - Alfonso Casati, militare italiano (n. 1918)
- 1944 - Raffaele Jaffe, dirigente sportivo italiano (n. 1877)
- 1944 - Moise Poggetto, antifascista e partigiano italiano (n. 1875)
- 1945 - Friedrich Bollinger, calciatore svizzero (n. 1885)
- 1945 - Richard Bong, militare e aviatore statunitense (n. 1920)
- 1945 - Tommaso Claps, giurista, poeta e storico italiano (n. 1871)
- 1945 - György Doros, schermidore ungherese (n. 1890)
- 1945 - Hiram Johnson, politico statunitense (n. 1866)
- 1945 - Paul Koebe, matematico tedesco (n. 1882)
- 1945 - Naoemon Shimizu, calciatore giapponese (n. 1902)
- 1946 - Blanche Bingley, tennista inglese (n. 1864)
- 1946 - Giuseppe Dottore, criminale italiano (n. 1908)
- 1946 - Benny Lynch, pugile scozzese (n. 1913)
- 1946 - Tony Lazzeri, giocatore di baseball statunitense (n. 1903)
- 1946 - Joseph Rheden, astronomo austriaco (n. 1873)
- 1947 - Diego D'Amico, politico italiano (n. 1893)
- 1947 - Konstanty Michalski, presbitero, filosofo e teologo polacco (n. 1879)
- 1948 - Tita Piaz, alpinista italiano (n. 1879)
- 1952 - Umberto Rossi, vescovo cattolico italiano (n. 1879)
- 1953 - Alfred Bosshard, calciatore svizzero (n. 1884)
- 1954 - Gunnar Rudberg, filologo classico svedese (n. 1880)
- 1954 - Vera Sisson, attrice statunitense (n. 1891)
- 1955 - Janet Beecher, attrice statunitense (n. 1884)
- 1955 - Dominikus Böhm, architetto tedesco (n. 1880)
- 1955 - David Carstens, pugile sudafricano (n. 1914)
- 1955 - John Flügel, psicologo e psicoanalista britannico (n. 1884)
- 1955 - Raymond Carroll Osburn, zoologo statunitense (n. 1872)
- 1956 - Adelqui Migliar, attore, regista e sceneggiatore cileno (n. 1891)
- 1956 - Oskar Pfister, pastore protestante e psicoanalista svizzero (n. 1873)
- 1957 - Ernest Linton, calciatore canadese (n. 1880)
- 1958 - Leonino Da Zara, aviatore, pilota automobilistico e scrittore italiano (n. 1888)
- 1958 - Ludwig Distel, alpinista e insegnante tedesco (n. 1874)
- 1958 - Maurice Germot, tennista francese (n. 1882)
- 1958 - Geoffrey Willans, scrittore e sceneggiatore britannico (n. 1911)
- 1959 - Edmund Pueschel, ginnasta e multiplista statunitense (n. 1883)
- 1959 - Preston Sturges, sceneggiatore e regista cinematografico statunitense (n. 1898)
- 1959 - Alberto Vaccarezza, poeta e drammaturgo argentino (n. 1886)
- 1960 - Giuseppe Fiorelli, paroliere e compositore italiano (n. 1904)
- 1960 - Pio Franchi de' Cavalieri, filologo italiano (n. 1869)
- 1960 - Corrie Gardner, lunghista, ostacolista e giocatore di football australiano australiano (n. 1879)
- 1961 - Eugenio Mosso, calciatore argentino (n. 1895)
- 1961 - Antonio Urdinarán, calciatore uruguaiano (n. 1898)
- 1961 - Jozef-Ernest Van Roey, cardinale e arcivescovo cattolico belga (n. 1874)
- 1962 - Maria Cristina d'Asburgo-Teschen, nobildonna (n. 1879)
- 1962 - Frank Balasz, giocatore di football americano statunitense (n. 1918)
- 1962 - Ángel Borlenghi, sindacalista e politico argentino (n. 1906)
- 1962 - Giuseppe Falugi, generale italiano (n. 1886)
- 1962 - David Gaul, nuotatore statunitense (n. 1886)
- 1963 - Vittorio Fossombroni, politico e avvocato italiano (n. 1892)
- 1963 - Giotto Giannoni, ceramista, artista e scultore italiano (n. 1895)
- 1963 - Sophus Nielsen, calciatore e allenatore di calcio danese (n. 1888)
- 1964 - Cedric Hardwicke, attore britannico (n. 1893)
- 1964 - Reed Howes, attore statunitense (n. 1900)
- 1965 - Nancy Carroll, attrice statunitense (n. 1903)
- 1965 - Jean Dargassies, ciclista su strada francese (n. 1872)
- 1965 - Adrien Fauchier-Magnan, tennista francese (n. 1873)
- 1965 - William Fullingim, supercentenario statunitense (n. 1855)
- 1965 - Everett Sloane, attore statunitense (n. 1909)
- 1966 - Carlo Ghigliano, calciatore e allenatore di calcio italiano (n. 1891)
- 1966 - Camillo Pellissier, alpinista italiano (n. 1924)
- 1966 - Paolo Rossi De Paoli, architetto e ingegnere italiano (n. 1900)
- 1966 - Cordwainer Smith, scrittore di fantascienza statunitense (n. 1913)
- 1967 - Aniceto Chiappini, religioso e storico italiano (n. 1886)
- 1967 - Clifford McEwen, aviatore canadese (n. 1896)
- 1967 - Giovanni Stracuzzi, calciatore, allenatore di calcio e dirigente sportivo italiano (n. 1901)
- 1968 - Giovanni Bracco, pilota automobilistico italiano (n. 1908)
- 1968 - Arnaldo Volpicelli, filosofo italiano (n. 1892)
- 1969 - Tracy Jaeckel, schermidore statunitense (n. 1905)
- 1969 - Theodor W. Adorno, filosofo, sociologo e musicologo tedesco (n. 1903)
- 1970 - Albin Kitzinger, calciatore tedesco (n. 1912)
- 1971 - Gualtiero Adami, ingegnere e funzionario italiano (n. 1878)
- 1971 - Fausto Cleva, direttore d'orchestra italiano (n. 1902)
- 1971 - Jennison Heaton, bobbista e skeletonista statunitense (n. 1904)
- 1971 - Günther Rittau, direttore della fotografia e regista tedesco (n. 1893)
- 1971 - Claudio Rivera Macías, generale spagnolo (n. 1893)
- 1972 - Donald MacDonald, attore e regista statunitense (n. 1886)
- 1973 - Fulgencio Batista, generale e politico cubano (n. 1901)
- 1973 - Memphis Minnie, cantante e musicista statunitense (n. 1897)
- 1974 - Gene Ammons, sassofonista statunitense (n. 1925)
- 1974 - Karl Kõiv, sollevatore estone (n. 1894)
- 1974 - Nicola Fausto Neroni, regista, sceneggiatore e direttore del doppiaggio italiano (n. 1896)
- 1975 - Frank Butterworth, attore statunitense (n. 1903)
- 1975 - Lino Gallino, calciatore italiano (n. 1908)
- 1975 - Giuseppe Gorni, pittore, scultore e incisore italiano (n. 1894)
- 1975 - Alfonso d'Orléans, principe spagnolo (n. 1886)
- 1976 - Werner Junck, generale e aviatore tedesco (n. 1895)
- 1976 - Marija Klënova, geologa russa (n. 1898)
- 1976 - Antonio Perelli Minetti, imprenditore italiano (n. 1882)
- 1976 - Grigorij Pavlovič Pjatigorskij, violoncellista ucraino (n. 1903)
- 1976 - Andreas Rohracher, arcivescovo cattolico austriaco (n. 1892)
- 1976 - Maria Ruspoli, nobildonna italiana (n. 1888)
- 1977 - Alexander Bustamante, sindacalista e politico giamaicano (n. 1884)
- 1978 - Tomiji Koyanagi, ammiraglio giapponese (n. 1893)
- 1978 - Carlos Medrano, calciatore argentino (n. 1933)
- 1978 - Vincenzo Miccolupi, architetto italiano (n. 1894)
- 1978 - Papa Paolo VI, papa, cardinale e arcivescovo cattolico italiano (n. 1897)
- 1978 - Frank Shea, velocista statunitense (n. 1894)
- 1978 - Felicissimo Stefano Tinivella, arcivescovo cattolico italiano (n. 1908)
- 1979 - Maria Giacchino Cusenza, pianista e compositrice italiana (n. 1898)
- 1979 - Kurt Kasznar, attore austriaco (n. 1913)
- 1979 - Feodor Felix Konrad Lynen, biochimico tedesco (n. 1911)
- 1979 - Plinio Martini, scrittore e insegnante svizzero (n. 1923)
- 1979 - Wando Persia, calciatore e allenatore di calcio italiano (n. 1913)
- 1980 - Gaetano Costa, partigiano e magistrato italiano (n. 1916)
- 1980 - Rodolfo Crespi, attore argentino (n. 1921)
- 1980 - Marino Marini, artista, scultore e pittore italiano (n. 1901)
- 1981 - Mario Abbate, cantante e attore italiano (n. 1927)
- 1981 - Arnaldo Lucentini, allenatore di calcio e calciatore italiano (n. 1930)
- 1981 - José Suárez, attore spagnolo (n. 1919)
- 1981 - Mario Untersteiner, grecista, filologo classico e storico della filosofia italiano (n. 1899)
- 1982 - Hans Cürlis, regista e produttore cinematografico tedesco (n. 1889)
- 1982 - Théophile Speicher, calciatore lussemburghese (n. 1909)
- 1982 - Antonio Tedde, vescovo cattolico italiano (n. 1906)
- 1983 - Camillo Medeot, politico e storico italiano (n. 1900)
- 1983 - Klaus Nomi, cantante tedesco (n. 1944)
- 1984 - Visarion Aștileanu, presbitero e vescovo ortodosso romeno (n. 1914)
- 1985 - Roberto Antiochia, poliziotto italiano (n. 1962)
- 1985 - Ugo Bonafini, politico italiano (n. 1912)
- 1985 - Forbes Burnham, politico guyanese (n. 1923)
- 1985 - Ninni Cassarà, poliziotto italiano (n. 1947)
- 1985 - Iolanda Crimi, partigiana italiana (n. 1901)
- 1985 - Karl Diebitsch, artista e militare tedesco (n. 1899)
- 1985 - Eugenio Gara, giornalista, scrittore e critico musicale italiano (n. 1888)
- 1985 - John Harmon, attore statunitense (n. 1905)
- 1985 - Enrico Ruberti, canottiere italiano (n. 1914)
- 1986 - Alessandro Catalani, ciclista su strada italiano (n. 1905)
- 1986 - Emilio Fernández, regista, sceneggiatore e attore messicano (n. 1904)
- 1986 - Manfred Hausmann, scrittore, poeta e drammaturgo tedesco (n. 1898)
- 1986 - Luca Pavolini, giornalista e politico italiano (n. 1922)
- 1986 - Jef Scherens, pistard belga (n. 1909)
- 1986 - Klára Tabódy, attrice, cantante e ballerina ungherese (n. 1915)
- 1986 - Jorge Vieira, calciatore portoghese (n. 1898)
- 1986 - Beppe Wolgers, attore, scrittore e cantautore svedese (n. 1928)
- 1987 - Omer Braeckeveldt, ciclista su strada belga (n. 1917)
- 1987 - Ira C. Eaker, generale statunitense (n. 1896)
- 1988 - Anatolij Semenovič Levčenko, cosmonauta sovietico (n. 1941)
- 1988 - Francis Ponge, poeta francese (n. 1899)
- 1989 - Hubert Beuve-Méry, giornalista francese (n. 1902)
- 1989 - Giuseppe Giliberto, politico italiano (n. 1927)
- 1990 - Charles Arnt, attore statunitense (n. 1906)
- 1990 - Gordon Bunshaft, architetto statunitense (n. 1909)
- 1990 - Francesco Golisano, attore italiano (n. 1929)
- 1990 - Luis Lucchetti, schermidore argentino (n. 1902)
- 1990 - Magnús Pálsson, pallanuotista islandese (n. 1912)
- 1990 - Antoon van Schendel, ciclista su strada olandese (n. 1910)
- 1990 - Jacques Soustelle, politico, scrittore e etnologo francese (n. 1912)
- 1990 - Lucien Tulot, ciclista su strada francese (n. 1910)
- 1991 - Shapur Bakhtiar, politico iraniano (n. 1914)
- 1991 - Roland Michener, avvocato, diplomatico e politico canadese (n. 1900)
- 1991 - Max Rostal, violinista, violista e insegnante austriaco (n. 1905)
- 1991 - Joseph Verdeur, nuotatore statunitense (n. 1926)
- 1992 - Ettore Benassi, politico e sindacalista italiano (n. 1925)
- 1992 - Antonio Borme, insegnante italiano (n. 1921)
- 1992 - Kay Sabban, attore tedesco (n. 1952)
- 1992 - Massimo Salvadori Paleotti, storico e antifascista italiano (n. 1908)
- 1993 - Teresa Delta, politica brasiliana (n. 1919)
- 1993 - Robert Kiesel, velocista statunitense (n. 1911)
- 1993 - Ken Oxford, calciatore inglese (n. 1929)
- 1993 - Vittorio Piola, vescovo cattolico italiano (n. 1921)
- 1993 - Bill Thomson, hockeista su ghiaccio canadese (n. 1914)
- 1994 - Ugo Calise, cantante, compositore e chitarrista italiano (n. 1921)
- 1994 - Domenico Modugno, cantautore, chitarrista e attore italiano (n. 1928)
- 1995 - Agha Hasan Abedi, banchiere pakistano (n. 1922)
- 1995 - Youly Algaroff, ballerino russo (n. 1918)
- 1995 - Luigi Dassogno, politico italiano (n. 1913)
- 1995 - Toney Penna, golfista e designer italiano (n. 1908)
- 1995 - George Svendsen, giocatore di football americano, cestista e allenatore di pallacanestro statunitense (n. 1913)
- 1996 - Muhammad al-Badr, re yemenita (n. 1926)
- 1996 - Edilio Capotosti, pianista, compositore e direttore d'orchestra italiano (n. 1924)
- 1996 - Richard M. Goodwin, matematico e economista statunitense (n. 1913)
- 1996 - Lev Solomonovič Mirskij, regista sovietico (n. 1925)
- 1996 - Hernán Siles Zuazo, politico boliviano (n. 1914)
- 1996 - Remo Squillantini, pittore italiano (n. 1920)
- 1996 - Mathilde Weber, medico tedesco (n. 1909)
- 1996 - Emilio Zapico, pilota automobilistico spagnolo (n. 1944)
- 1997 - Bill Behr, cestista statunitense (n. 1919)
- 1997 - Maria Antonietta Beluzzi, attrice italiana (n. 1930)
- 1997 - Jack Porter, hockeista su ghiaccio canadese (n. 1904)
- 1997 - Samuel Paul Welles, paleontologo statunitense (n. 1907)
- 1998 - Henk Bosveld, allenatore di calcio e calciatore olandese (n. 1941)
- 1998 - Francesco Capocasale, allenatore di calcio e calciatore italiano (n. 1916)
- 1998 - Antonio Mario Radmilli, archeologo e funzionario italiano (n. 1922)
- 1998 - André Weil, matematico francese (n. 1906)
- 1999 - Amine Batanouni, cestista e dirigente sportivo egiziano (n. 1927)
- 1999 - Tea Bonelli, editrice e disegnatrice italiana (n. 1911)
- 1999 - Pasquale Cavaliere, politico e ambientalista italiano (n. 1958)
- 1999 - Ilse Pausin, pattinatrice artistica su ghiaccio austriaca (n. 1919)
- 2000 - Carlo Barbera, politico italiano (n. 1932)
- 2000 - Raúl Carlos Sanguineti, scacchista argentino (n. 1933)

## XXI secolo(131)
- 2001 - Larry Adler, armonicista statunitense (n. 1914)
- 2001 - Jorge Amado, scrittore brasiliano (n. 1912)
- 2001 - Vasilij Kuznecov, multiplista sovietico (n. 1932)
- 2001 - Wilhelm Mohnke, generale tedesco (n. 1911)
- 2001 - Dorothy Tutin, attrice inglese (n. 1930)
- 2001 - Dương Văn Minh, politico e generale vietnamita (n. 1916)
- 2002 - Jim Crawford, pilota automobilistico britannico (n. 1948)
- 2002 - Edsger Dijkstra, informatico olandese (n. 1930)
- 2002 - Splinter Johnson, cestista statunitense (n. 1920)
- 2002 - Jean Sauvagnargues, politico francese (n. 1915)
- 2003 - Julius Baker, flautista statunitense (n. 1915)
- 2003 - Ireneo Fuser, organista, compositore e pianista italiano (n. 1902)
- 2003 - Roberto Marinho, giornalista, imprenditore e dirigente d'azienda brasiliano (n. 1904)
- 2003 - Wilhelm Schneemelcher, teologo tedesco (n. 1914)
- 2004 - Ennio Antonelli, attore italiano (n. 1927)
- 2004 - Rick James, cantautore, musicista e produttore discografico statunitense (n. 1948)
- 2004 - Donald Justice, poeta e librettista statunitense (n. 1925)
- 2004 - Joseph-Marie Lo Duca, scrittore, critico d'arte e storico del cinema francese (n. 1910)
- 2005 - Nikolaj Abramov, calciatore sovietico (n. 1950)
- 2005 - Vizma Belševica, poetessa, scrittrice e traduttrice lettone (n. 1931)
- 2005 - Robin Cook, politico britannico (n. 1946)
- 2005 - Ibrahim Ferrer, musicista cubano (n. 1927)
- 2005 - Louis Gauthier, ciclista su strada francese (n. 1916)
- 2006 - Fabrizio Moroni, attore italiano (n. 1943)
- 2006 - Fernand Rossius, cestista e dirigente sportivo belga (n. 1922)
- 2006 - Daniel Schmid, regista svizzero (n. 1941)
- 2006 - Hirotaka Suzuoki, doppiatore giapponese (n. 1950)
- 2007 - Heinz Barth, militare tedesco (n. 1920)
- 2007 - Aristide Griffith, calciatore italiano (n. 1923)
- 2007 - Miklós Páncsics, calciatore ungherese (n. 1944)
- 2007 - Atle Selberg, matematico norvegese (n. 1917)
- 2008 - Attilio Corsini, attore, regista e drammaturgo italiano (n. 1945)
- 2008 - Renzo De Alexandris, pittore italiano (n. 1914)
- 2008 - Affonso Felippe Gregory, vescovo cattolico brasiliano (n. 1930)
- 2008 - Jennifer Hilary, attrice cinematografica e attrice teatrale britannica (n. 1942)
- 2008 - Jud Taylor, attore, regista televisivo e produttore televisivo statunitense (n. 1932)
- 2009 - Cino Boccazzi, scrittore e alpinista italiano (n. 1916)
- 2009 - Riccardo Cassin, alpinista e partigiano italiano (n. 1909)
- 2009 - Savka Dabčević-Kučar, politica croata (n. 1923)
- 2009 - Willy DeVille, musicista e cantautore statunitense (n. 1950)
- 2009 - William Herbert Dray, filosofo canadese (n. 1921)
- 2009 - John Hughes, regista, sceneggiatore e produttore cinematografico statunitense (n. 1950)
- 2009 - Žarko Muljačić, linguista, glottologo e italianista jugoslavo (n. 1922)
- 2010 - Danilo Coito, cestista uruguaiano (n. 1931)
- 2010 - Arnaldo Bixio Daini, flautista e direttore di banda italiano (n. 1922)
- 2010 - Christopher Dedrick, compositore, arrangiatore e direttore d'orchestra statunitense (n. 1947)
- 2010 - Tony Judt, storico britannico (n. 1948)
- 2010 - Knut Østby, canoista norvegese (n. 1922)
- 2011 - Francesco Cardella, editore e imprenditore italiano (n. 1940)
- 2011 - Silvano Chinni, pittore e scultore italiano (n. 1946)
- 2011 - Kuno Klötzer, calciatore e allenatore di calcio tedesco (n. 1922)
- 2011 - Raffaele Manzoni, schermidore e maestro di scherma italiano (n. 1917)
- 2011 - Gaetano Mascali, arbitro di calcio italiano (n. 1938)
- 2011 - Roman Opałka, pittore polacco (n. 1931)
- 2011 - Hélène Rochas, imprenditrice francese (n. 1921)
- 2011 - John Wood, attore britannico (n. 1930)
- 2011 - Fe del Mundo, pediatra filippina (n. 1911)
- 2012 - Richard Cragun, ballerino statunitense (n. 1944)
- 2012 - Marvin Hamlisch, compositore, musicista e direttore d'orchestra statunitense (n. 1944)
- 2012 - Robert Hughes, critico d'arte e saggista australiano (n. 1938)
- 2012 - Bernard Lovell, astronomo e fisico inglese (n. 1913)
- 2012 - Mark O'Donnell, umorista e scrittore statunitense (n. 1954)
- 2012 - Chiara Palazzolo, scrittrice italiana (n. 1961)
- 2012 - Boris Razinskij, allenatore di calcio e calciatore sovietico (n. 1933)
- 2012 - Dan Roundfield, cestista statunitense (n. 1953)
- 2013 - Dino Ballacci, calciatore e allenatore di calcio italiano (n. 1924)
- 2013 - Marco Bucci, discobolo italiano (n. 1960)
- 2013 - Umberto Carpi, politico, storico della letteratura e italianista italiano (n. 1941)
- 2013 - Oublesse Conti, politico italiano (n. 1925)
- 2013 - Giuliano Persico, attore e doppiatore italiano (n. 1935)
- 2013 - David Wagstaffe, calciatore inglese (n. 1943)
- 2013 - Selçuk Yula, calciatore turco (n. 1959)
- 2014 - Mara Lane, attrice austriaca (n. 1930)
- 2014 - Rita Bottero, fondista italiana (n. 1937)
- 2014 - Ralph Bryans, pilota motociclistico britannico (n. 1941)
- 2014 - Norman Lane, canoista canadese (n. 1919)
- 2014 - Enzo Lauretta, scrittore, saggista e politico italiano (n. 1924)
- 2014 - Emil Niculescu, cestista rumeno (n. 1932)
- 2014 - Andrej Stenin, fotoreporter russo (n. 1980)
- 2015 - Mircea Dobrescu, pugile rumeno (n. 1930)
- 2015 - Ulla Lindkvist, orientista svedese (n. 1939)
- 2015 - Renato Zangheri, politico e storico italiano (n. 1925)
- 2016 - José Becerra, pugile messicano (n. 1936)
- 2016 - Philip Bialowitz, scrittore e superstite dell'Olocausto polacco (n. 1925)
- 2016 - Helen Delich Bentley, politica statunitense (n. 1923)
- 2016 - Pete Fountain, clarinettista statunitense (n. 1930)
- 2016 - Ercole Lupinacci, vescovo cattolico italiano (n. 1933)
- 2016 - Ivo Hélcio Jardim de Campos Pitanguy, medico, chirurgo e scrittore brasiliano (n. 1926)
- 2016 - Michael Walter, slittinista tedesco orientale (n. 1959)
- 2017 - Nicole Bricq, politica francese (n. 1947)
- 2017 - Betty Cuthbert, velocista australiana (n. 1938)
- 2017 - Darren Daulton, giocatore di baseball statunitense (n. 1962)
- 2017 - Hinrich Lehmann-Grube, politico tedesco (n. 1932)
- 2017 - Dan McKinnon, hockeista su ghiaccio statunitense (n. 1922)
- 2018 - Graziana Calcagno, magistrata italiana (n. 1938)
- 2018 - Margaret Heckler, politica e ambasciatrice statunitense (n. 1931)
- 2018 - Jimmy il Fenomeno, attore e comico italiano (n. 1932)
- 2018 - Paul Laxalt, politico statunitense (n. 1922)
- 2018 - Pietro Raschitelli, fumettista italiano (n. 1929)
- 2018 - Joël Robuchon, cuoco francese (n. 1945)
- 2019 - Rod Coleman, pilota motociclistico neozelandese (n. 1926)
- 2019 - Claudio D'Amato Guerrieri, architetto e teorico dell'architettura italiano (n. 1944)
- 2019 - Guido Fink, critico letterario, critico cinematografico e critico teatrale italiano (n. 1935)
- 2019 - Steve Parr, calciatore inglese (n. 1926)
- 2019 - Sushma Swaraj, politica e avvocata indiana (n. 1952)
- 2020 - Louis Devoti, cestista francese (n. 1926)
- 2020 - Ivo Galletti, imprenditore italiano (n. 1920)
- 2020 - Wilbert McClure, pugile statunitense (n. 1938)
- 2020 - Bernard Stiegler, filosofo francese (n. 1952)
- 2020 - Alfredo de Palchi, poeta e traduttore italiano (n. 1926)
- 2021 - Carlo Bini, tenore italiano (n. 1937)
- 2021 - Francesco Di Benedetto, allenatore di calcio italiano (n. 1941)
- 2021 - Stefano Di Marino, scrittore, traduttore e critico letterario italiano (n. 1961)
- 2021 - Christian Dumont, biatleta francese (n. 1963)
- 2021 - Donald Kagan, storico statunitense (n. 1932)
- 2021 - Laura Lepetit, editrice italiana (n. 1932)
- 2021 - Mamma Ebe, mistica e criminale italiana (n. 1933)
- 2022 - Fabio Bonini, calciatore italiano (n. 1938)
- 2022 - Carlo Bonomi, doppiatore italiano (n. 1937)
- 2022 - Steve Courtin, cestista statunitense (n. 1942)
- 2022 - Mauro Vajani, calciatore italiano (n. 1940)
- 2023 - Ignazio Marcello Gallo, giurista e politico italiano (n. 1924)
- 2023 - Veniamin Mandrykin, calciatore russo (n. 1981)
- 2023 - Ingrid Schmidt, nuotatrice tedesca orientale (n. 1945)
- 2024 - Jaume Alomar, ciclista su strada spagnolo (n. 1937)
- 2024 - James Bjorken, fisico statunitense (n. 1934)
- 2025 - Suleiman Al-Obaid, calciatore palestinese (n. 1984)
- 2025 - Ðorđe Andrijašević, cestista e allenatore di pallacanestro jugoslavo (n. 1931)
- 2025 - Gianni Berengo Gardin, fotografo e fotoreporter italiano (n. 1930)
- 2025 - Eddie Palmieri, pianista e compositore statunitense (n. 1936)
- 2025 - Randy Stephens, cestista colombiano (n. 1957)